# USA:s folkräkning 2010

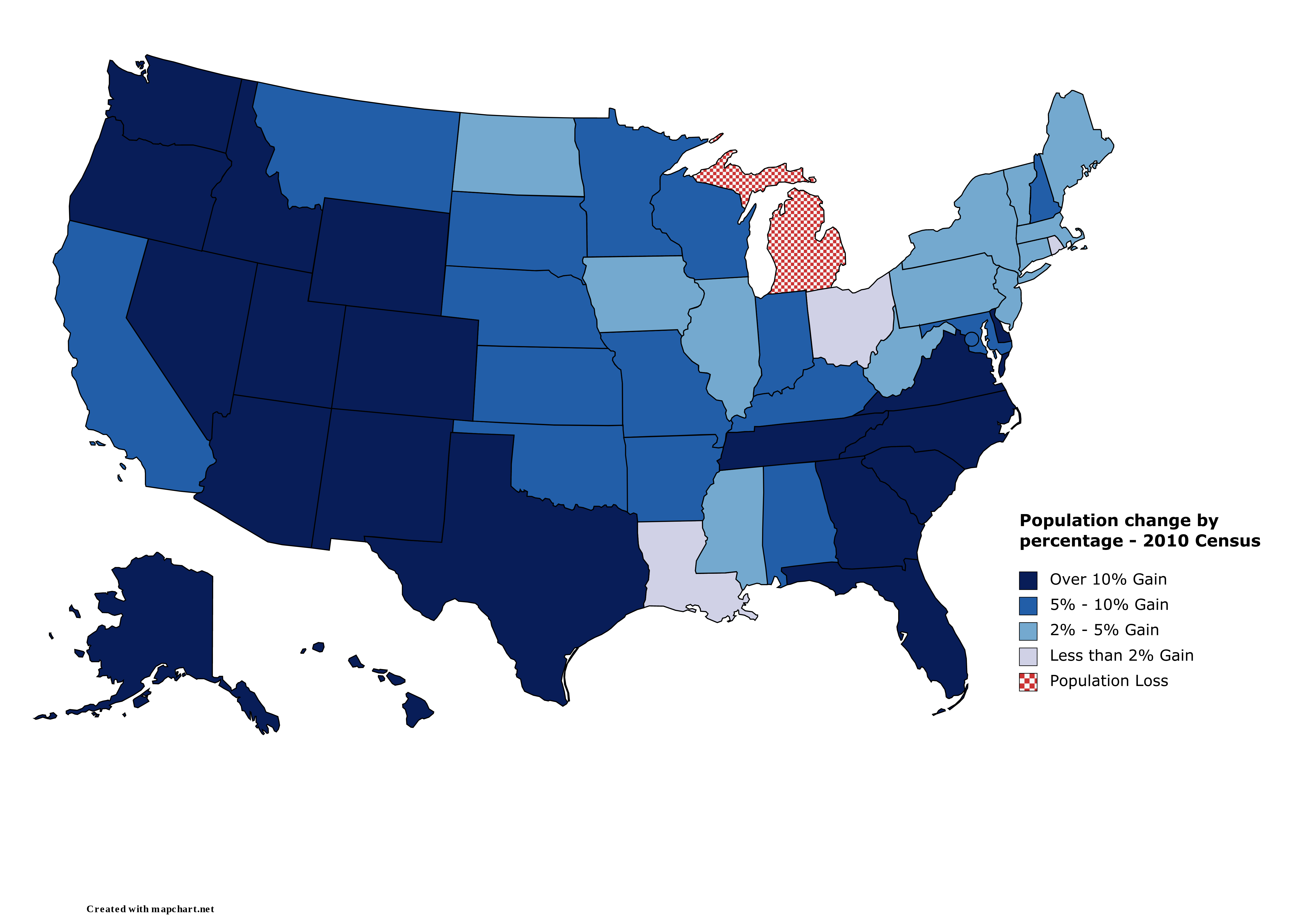
Karta över befolkningsförändring per delstat.

USA:s folkräkning 2010 (engelska: 2010 United States census) var den tjugotredje nationella folkräkningen i USA:s historia. Folkräkningen registrerade ett invånarantal på 308 745 538, vilket motsvarar en ökning på 9,7 procent, sedan folkräkningen 2000.